# Андриенко, Юрий Александрович
Ю́рий Алекса́ндрович Андрие́нко (укр. Юрій Олександрович Андрієнко; Владиславка) — украинский военнослужащий, бригадный генерал, участник российско-украинской войны. Герой Украины (2023).

## Биография
Родился в селе Владиславка Мироновского района Киевской области. Служил на различных должностях в Вооружённых силах Украины: командир батальона, начальник штаба 169-го учебного центра «Десна» имени князя Ярослава Мудрого. С 2018 года занимал должность начальника штаба — заместителя командира, а с 11 октября 2021 года стал командиром 35-й отдельной бригады морской пехоты имени контр-адмирала Михаила Остроградского.
Участвовал в АТО и ООС. С начала полномасштабного вторжения России в Украину продолжил командовать 35-й бригадой морской пехоты. Под его руководством бригада принимала участие в боях за Николаев и Херсон, включая освобождение правобережной части Херсонской области.

## Награды
- Звание «Герой Украины» с вручением ордена «Золотая Звезда» (18 мая 2023) — за личное мужество и героизм, проявленные в защите государственного суверенитета и территориальной целостности Украины, верность военной присяге[1].
- Орден Богдана Хмельницкого I степени (8 сентября 2023) — за личное мужество и высокий профессионализм, проявленные в защите государственного суверенитета и территориальной целостности Украины, верность военной присяге[2].
- Орден Богдана Хмельницкого II степени (7 апреля 2023) — за личное мужество и высокий профессионализм, проявленные в защите государственного суверенитета и территориальной целостности Украины, верность военной присяге[3].
- Орден Богдана Хмельницкого III степени (17 мая 2019) — за значительные личные заслуги в защите государственного суверенитета и территориальной целостности Украины, гражданское мужество, самоотверженность в отстаивании конституционных основ демократии, прав и свобод человека, весомый вклад в культурно-образовательное развитие государства, активную волонтерскую деятельность[4].